# Ние сме 99%
Ние сме 99% е политически лозунг възникнал по време на серията мирни протести Окупирай Уол Стрийт през септември и октомври 2011 г. Той е предизвикан от Неравенството на доходите в САЩ между най-богатите 1% и всички останали 99% от гражданите на САЩ. Лозунгът стана популярен в интернет благодарение на картина на човек държащ парче хартия върху която описва проблемите си, завършваща с израза „ние сме 99%“. Този формат бе популяризиран от блоговата услуга Tumblr в блога wearethe99percent и разпространен на други уеб сайтове, включително reddit и other99percent.org Архив на оригинала от 2011-10-17 в Wayback Machine.. Основната част от тези публикации представлява „препоръки от членове на средната класа, взели заеми за образование, направили са ипотеки за да си купят къщи и да осъществят своята американска мечта, работещи усилено, но в крайна сметка останали без работа или на половин работен ден и по този начин застанали на ръба на финансовия банкрут.“

## История на лозунга

### Създателите на лозунга
Изострянето на противоречието между свръхбогатите и останалата част на обществото датира още от дебатите за президентските избори през 2000 година, когато Ал Гор остро обвини Джордж Уокър Буш за „подкрепа на единия процент свръхбогати“ за сметка на останалата част на обществото..
Според репортер на сп. Ролинг Стоун, Дейвид Грейбър задава темата „ние сме 99%“
През 2011 г. Дан Радър съобщава, че независимият медиен мавин Присила Грим и нейният приятел Крис употребяват интернет мема „Ние сме 99%“ от 8 септември 2011 г.
В блоговете се появи втори лозунг гласящ: „Ние сме от единия процент и заставаме заедно с 99-те процента за да изразим подкрепата си за по-високи данъци“.

## Критика
Един процент от домакинствата в САЩ разполагат с годишен доход, по-голям от 593 000 долара. Според списание Нешънъл Ривю много от банкерите на Уол Стрийт не достигат такъв доход и следователно попадат в групата на 99-те процента. Това не означава, че те подкрепят икономическите искания свързани с лозунга „Ние сме 99%“.
В отговор на лозунга блогърът Ерик Ериксън от RedState (заедно с Джошуа Тревиньо директор по комуникациите на Тексас Пъблик Полиси Фаундейшън и филмовият продуцент Майк Уилсън) издигнаха контралозунг „Ние сме 53%“, отнасящ се за тези, които Ериксън нарича „...тази половина от американците които си плащаме данъците“." Този лозунг също търпи критика заради това, че не взима предвид, че тези, които са освободени от федерални данъци са принудени да плащат други данъци, включително данъци върху доходите и данък върху държавни приходи.

## Допълнителна информация
- Fox, Jonathan A.; Brown David, L. (1998.) The struggle for accountability: the World Bank, NGOs, and grassroots movements. Massachusetts Institute of Technology. ISBN 0-262-56117-4